# Place du Carrousel

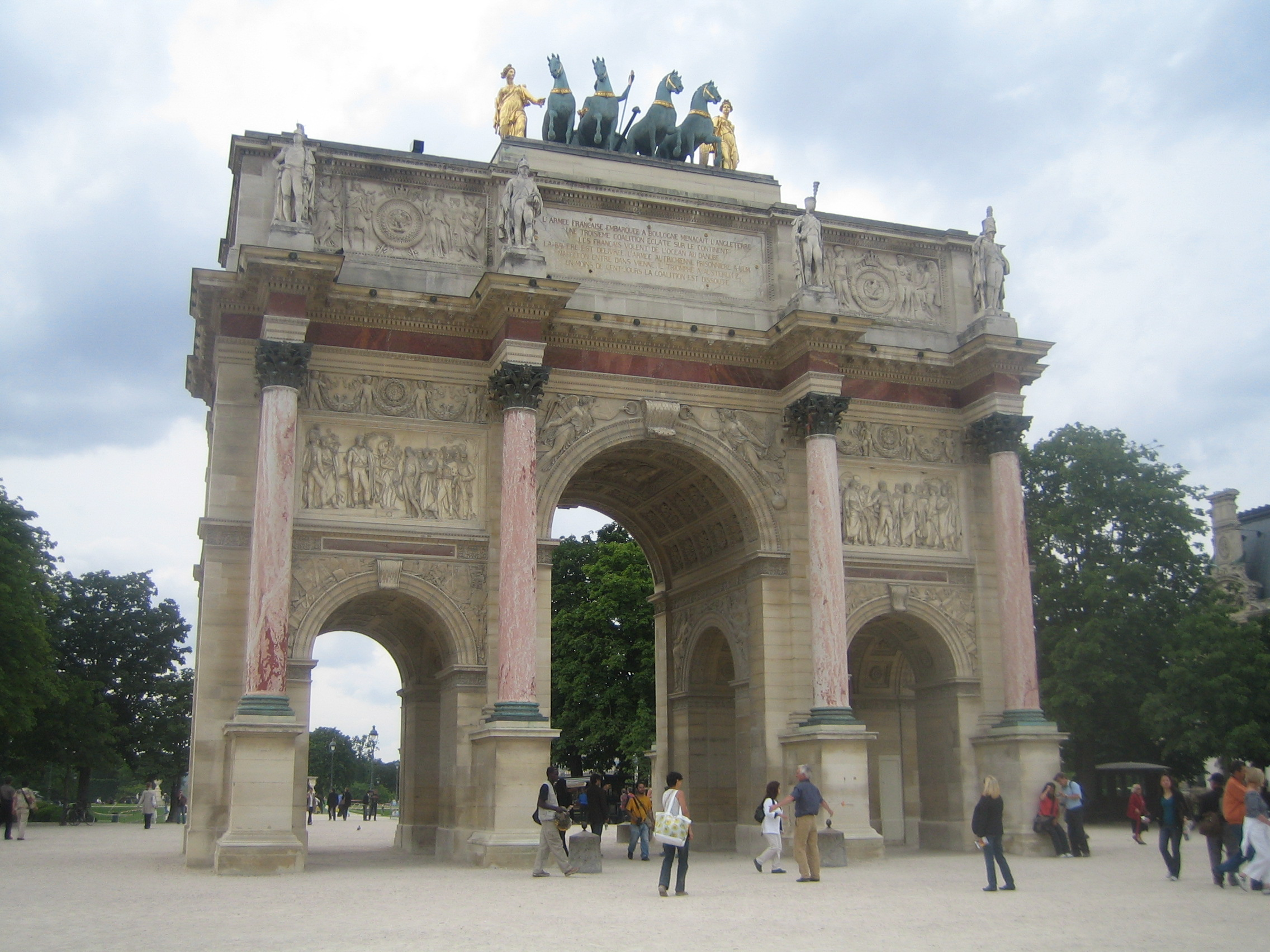
Vítězný oblouk Carrousel.

Place du Carrousel je náměstí v Paříži. Nachází se mezi západními křídly Louvru v 1. obvodu. Jeho název je odvozen od druhu vojenské jezdecké přehlídky nazývané karusel, které se na něm konaly. Pod náměstím bylo vybudováno obchodní centrum Carrousel du Louvre.

## Poloha
Náměstí se rozkládá mezi Louvrem a Tuilerijskými zahradami. Ve východní části je vozovka s kruhovým objezdem, uprostřed něhož je základna Obrácené pyramidy. Zbývající část náměstí kolem Vítězného oblouku Carrousel tvoří pěší zóna s veřejným parkem.

## Historie
Náměstí bylo původně stavbami obklopeno ze všech čtyř stran. V roce 1871 však během Pařížské komuny vyhořel Tuilerijský palác a v roce 1883 byl zbořen, takže náměstí je dnes na západní straně otevřeno do Tuilerijských zahrad. V letech 1806-1808 byl uprostřed náměstí (tehdy nádvoří) vybudován Arc de Triomphe du Carrousel (Vítězný oblouk Carrousel).
Během Velké francouzské revoluce byla na náměstí umístěna gilotina, na které byl mezi jinými popraven v roce 1792 i spisovatel Jacques Cazotte.

## Významné stavby
- Arc de Triomphe du Carrousel uprostřed náměstí
- Obrácená pyramida skrytá uprostřed kruhového objezdu
- Jardin du Carrousel – park v západní části náměstí